# Souloud
Souloud (настоящее имя — Влади́мир Дми́триевич Красови́цкий; род. 13 февраля 1997, Москва) — российский рэпер и музыкальный продюсер. Бывший участник музыкального и лейбла коллектива «Booking Machine».

## Биография

### 1997—2017: Ранние годы
Владимир родился 13 февраля 1997 года и вырос в Москве. В раннем возрасте увлёкся музыкой, написав первый стих в возрасте 7 лет. Также ходил и занимался гимнастикой и футболом. В школьном возрасте Владимир впервые встречается с творчеством рэп-исполнителя Гуфа.
В возрасте 17 лет он начал увлекаться роком. Владимир начинает ходить в школу бардовской песни, где обучается игре на гитаре. В начале творчества, он записывал песни дома. Затем Владимир оказывается на студии звукозаписи «Art Jungle’e».

### 2017—2019: «Booking Machine»
В мае 2017 года выходит первый релиз «НМБО». В 2017 году выходит музыкальный альбом «Better Call Soul», который состоит из семи синглов. В альбоме участвовали рэп-исполнители «Mozee Montana» и «Enique».
В ноябре 2018 году Владимир выпустил ЕР «Ниже Нуля», состоящих из 7 синглов. 19 ноября вышел альбом на сингл «Магия», совместным с рэпером Thomas Mraz. А в апреле 2018 года, Владимир стал участником коллектива «Booking Machine».
9 августа 2018 года выходит совместный релиз с Oxxxymiron, и другими артистами «Booking Machine», в котором Владимир был одним из участником релиза. В июле 2018 года выходит интервью для издательства The Flow.
В 2019 году участвовал в «Афиши Видео», в котором проходил тест на знание главных треков прошедшей весны. 31 июля 2019 года, Владимир выпустил сингл «Синий II».
В 2019 году выходит интервью для издательства The Flow, где Владимир объясняет строчку «съем слиток золота», из клипа «Konstrukt».
В сентябре 2019 года выходит большое интервью для Афиши.

### 2019—2022:«50х50», «Гольф», «Солнце не взойдет?»
В том же году он присоединился к туру музыканта «Thomas Mraz». В 2020 году выпустил релиз «ГОЛЬФ», совместно с рэп-исполнителем JIMM. Песня стала первым синглом с готовящегося к релизу EP «50х50». 1 октября 2020 года выходит EP «50х50», совместно с музыкантом Jimm.
А в декабре 2020 года, вышел музыкальный клип на сингл «JIMM не только читает, SOUL не только поёт». 22 апреля вышел музыкальный клип на совместный сингл «Захотел — взял», с рэп-исполнителем Куок.
В феврале 2020 года выпускает музыкальный альбом «Солнце не взойдет?», в котором приняли участие Weetzy, Quok и Bad Zu и Томас Мраз.

## Дискография

### Студийные альбомы
| Год  | Название     | Подробнее                                                                        |
| ---- | ------------ | -------------------------------------------------------------------------------- |
| 2018 | «Ниже Нуля»  | - Выпущен: 22 ноября 2018 - Формат: цифровое скачивание - Лейбл: Sounds Good Lab |
| 2020 | «Low Love E» | - Выпущен 28 февраля 2020 - Формат: цифровое скачивание - Лейбл: Sounds Good Lab |
| 2020 | «50/50»      | - Выпущен 1 октября 2020 - Формат: цифровое скачивание - Лейбл: Universal Music  |
| 2021 | «Баланс»     | - Выпущен 25 ноября 2021 - Формат: цифровое скачивание - Лейбл: Universal Music  |

### EP
| Год  | Название           | Подробнее                                                                 |
| ---- | ------------------ | ------------------------------------------------------------------------- |
| 2017 | «Better Call Soul» | - Выпущен: 8 сентября 2017 - Формат: цифровое скачивание - Лейбл: SOULOUD |

### Синглы
| Год  | Название                    |
| ---- | --------------------------- |
| 2017 | «Магия» (feat. Thomas Mraz) |
| 2019 | «УЕ»                        |
| 2019 | «Синий II»                  |
| 2019 | «РОДИНА»                    |
| 2021 | «Не спасти»                 |

## Годовые чарты
| Песня                 | Чарт (2018)                      | Поз. | Ист.   |
| --------------------- | -------------------------------- | ---- | ------ |
| Souloud — «Konstrukt» | Deezer Топ-10 в России: 2023 год | 8    | [ 46 ] |